# Christoph 16
Christoph 16 ist der Funkrufname eines Rettungshubschraubers der ADAC Luftrettung, der am Klinikum Saarbrücken stationiert ist.

## Station, Einsatz und Besetzung
Bis zum 30. Juni 1996 wurde die Station vom Bundesministerium des Innern (BMI) und der Berufsfeuerwehr Saarbrücken mit einer Maschine des Types Bölkow Bo 105 geführt. Am 1. Juli 1996 hatte der ADAC die Station in Zusammenarbeit mit dem DRK Saarland, ebenfalls mit einer Bo 105, übernommen. Seit 1999 wird eine Maschine des Types Eurocopter EC 135 geflogen. Der Hubschrauber der ADAC Luftrettung ist am Klinikum Saarbrücken  stationiert. Er ist täglich von Sonnenaufgang, frühestens 7 Uhr, bis Sonnenuntergang, in Einsatzbereitschaft. 
Christoph 16 wird von der Integrierten Leitstelle Saarland zu Rettungseinsätzen mit Notarztindikation alarmiert, wenn ein Notarzteinsatzfahrzeug nicht rechtzeitig zur Verfügung steht oder die Art der Verletzung den Transport eines Patienten mittels Hubschrauber erforderlich macht. In manchen Regionen des Einsatzgebietes ist der Hubschrauber immer schneller als ein bodengebundener Notarzt.
Bei seinen Einsätzen ist Christoph 16 mit einem Piloten der ADAC Luftrettung, einem Notarzt aus dem Klinikum Saarbrücken und einem Notfallsanitäter vom DRK Landesverband Saarland e. V. besetzt. Die Notfallsanitäter gehören zur Hubschrauberbesatzung (HEMS Crew Member), unterstützen den Piloten im Bereich der Kommunikation und Navigation, während der Notarzt juristisch gesehen ein Passagier ist.

## Einsatzgebiet
Hauptsächlich werden Einsätze im Saarland geflogen, aber auch in Teilen von Rheinland-Pfalz und Luxemburg. 